# Most Bab El Kantra
Most Bab El Kantra je eden od osmih znanih visokih mostov, ki prečkajo sotesko reke Rhumel v mestu Constantine v Alžiriji. Most Kantara je najstarejši in je z leti prevzel več različnih oblik: od večločnega mostu v osmanskem slogu iz leta 1792, francoskega železnega loka iz leta 1863 do sedanje oblike betonskega ločnega mostu. Tako kot višji most Sidi M'Cid, obstaja edinstven, naravni 'most' skoraj neposredno pod razponom, ki zakriva velik del reke pred pogledom. Na vrhu tega naravnega mostu so še vedno vidni delni ostanki prejšnjih kamnitih mostov.

## Zgodovina
Prvi most s sifonskim akvaduktom so zgradili Rimljani v antiki. Zrušil se je v 13. stoletju. El Kantara "الكنترة" izhaja iz latinskega Centuriation (Derja: pomeni most) je bila Konstantinova glavna dostopna pot. To je kraj glavnih napadov na mesto. Leta 1185 so bili porušeni vsi rimski mostovi. Le El Kantara je bil obnovljen. Leta 1304 je bil ponovno uničen.
Med letoma 1771 in 1792 je Salah Beg, eden najslavnejših vladarjev mesta, spodbujal lepo število urbanističnih del in mošej. Obnovo rimskega mostu je zaupal balearskemu graditelju Bartolomeu. Da bi ga izvedel, je začel pri temeljih in ruševinah starodavnega mostu in ga dopolnil s kamnom iz ruševin starorimskega amfiteatra. Most približno povzema konfiguracijo rimskega izvirnika. Nova rekonstrukcija zmanjša število obokov, utrdi oboke vmesnega nivoja in ponovno vzpostavi sifon, ki mesto oskrbuje iz Djebel Ouahcha.
Osmanska rekonstrukcija je opisana v pričevanju Charboneauja iz leta 1853:

Konstrukcijo, kot jo vidimo danes, je leta 1788 in 1789 pod kneževino Salah Bega postavil balearski inženir. Ima dve ravni. Spodnjo raven sestavljata dva loka; eden od njih, blizu mesta, je bil utrjen neznano kdaj. Oba loka podpirajo trije stebri, katerih struktura je očitno rimska, od baze do venca. Na drugem nivoju, ki se dviga 16 metrov nad spodnjim nadstropjem, ga sestavljajo štirje oboki. Središčna sta bila naslonjena na spodnje loke; oboki so bili šilasti, stranice pa krožno obokane in vidno večje. Višina mostu je dosegla 65 metrov.
Tako so dokazane podobnosti med opisom in dokumentarnimi slikami iz sredine 19. stoletja: tistimi, ki jih je leta 1856 posnel John Beasley Greene, fotograf in arheolog, znan po svojih potovanjih v Egipt in na Vzhod.
- Most Bab El kantara 1792-1857
- Stranski pogled na most v osmanski dobi

- Leta 1836 so med prvim francoskim napadom na mesto, znanim kot bitka pri Constantineu, čete generala Camilla Alphonsea Trézela poskušale razstreliti vrata, ki so zapirala most. Napad je bil odbit in veliko vojakov je pognalo v soteske.
- 18. marca 1857 se je most zrušil po prehodu napadalnega francoskega pehotnega odreda. Plaz je odnesel tudi akvadukt in glavni mestni vir vode je bil prekinjen.
- Leta 1863 in po treh letih dela je bil v začetku 20. stoletja predelan v obliki glavnega kovinskega loka, ki je slonel na dveh kamnitih stebrih. Območje v bližini mostu se v arabščini imenuje Bab El Kantara, kar pomeni 'vrata mostu', saj je bil most res zaprt z vrati. Elementi teh vrat še vedno obstajajo in so shranjeni na trdnih tleh ob cesti do Corniche.
- Leta 1951, ko se je porušil del litoželezne obloge kovinskega loka, je občina izkoristila priložnost za večja dela in razširitev tako pešpoti kot tudi cestišča.
- Leta 1952 je bil slovesno odprt današnji most, ki se je končal z monumentalnimi vrati z dvema kamnitima lokoma, ki sta branila vhod v mesto. Oba loka teh vrat sta bila zelo ozka in sta precej ovirala promet.

Pet srednjeveških arabskih avtorjev, in sicer Al-Bakri, Al Idrisi, Anonim iz Al-Istibsarja, Al-Harawi in Abd al-Mun'im, so se lotevali teme mostu, pri čemer je vsak podal podrobne opise, čeprav so bili včasih kontradiktorni1. Kljub temu med temi avtorji izstopajo Al-Bakri, Al-Idrisi in orientalski pisec Al-Harawi, ki ponujajo najbolj poglobljene opise tega dela. Skupna značilnost njihovih poročil je soglasno priznanje pomena in veličine te konstrukcije. Predvsem Al-Harawi, ki ga uvršča takoj za mostom Khuzestan, ki je užival status prvega mostu v muslimanskem svetu. Avtorja se strinjata o njegovi funkciji povezave med mestom in podeželjem.
Zahvaljujoč objavi pisma Laurent-Charlesa Férauda je mogoče določiti datum izgradnje mostu in ga postaviti v Konstantinov čas, okoli leta 335. Zato velja za enega od Konstantinovih dosežkov, opravljen približno dve leti pred njegovo smrtjo. Vendar pa to mnenje ni povsem zanesljivo po mnenju Stéphana Gsella.